# Зейферт, Беньямин
Беньямин Зейферт (нем. Benjamin Seifert; род. 9 января 1982) — немецкий лыжник, призёр этапа Кубка мира, многократный чемпион Германии. Специализируется в дистанционных гонках.

## Карьера
В Кубке мира Зейферт дебютировал 26 октября 2002 года, в декабре 2006 года единственный раз попал в тройку лучших на этапе Кубка мира, в эстафете. Кроме этого на сегодняшний момент имеет 3 попадания в десятку лучших на этапах Кубка мира, все в командных гонках, в личных гонках не поднимался выше 12-го места. Лучшим достижением Зейферта в общем итоговом зачёте Кубка мира является 76-е место в сезоне 2006/07.
За свою карьеру на чемпионатах мира и Олимпийских играх не выступал. В 2009 и 2010 годах побеждал на чемпионатах Германии.
Использует лыжи производства фирмы Fischer, ботинки и крепления Salomon.